# Грлишко језеро
Грлишко језеро је вештачко акумулационо језеро у источној Србији на територији Града Зајечара. Смештено је у долини између насеља Грлишта и Лесковца. Настало је 1989. године преграђивањем Грлишке реке на 4,5 km узводно од ушћа Грлишке реке у Бели Тимок. Језеро је вишенаменско: служи за снабдевање Зајечара пијаћом водом, због чега нема изграђених објеката намењених туризму, а употреба чамаца је забрањена. Осим тога, користи се за наводњавање и задржавање наноса. У експлоатацији је од 1990. године. Вода је бистра и провидна.
Површина језера износи око 110 хектара, а највећа дубина 20 метара. Акумулација је запремине 12.000.000 m3. Језеро је порибљено и погодно за пецање. Има деверике, шарана, кауглера, караша, бабушке, скобаља, клена и других врста. Процес еутрофизације је утврђен 1990. године, након изградње бране.
Поред језера, надомак села Грлиште, налази се Манастир Светог Петра и Павла, смештен у четинарској шуми, коју је засадио јеромонах Јермоненко 20-их година 20. века.

## Галерија
- Грлишко језеро
- Грлишко језеро 1
- Грлишко језеро 2
- Грлишко језеро 3